# Margelana flavidior
Margelana flavidior är en fjärilsart som beskrevs av Wagner 1931. Margelana flavidior ingår i släktet Margelana och familjen nattflyn. Inga underarter finns listade i Catalogue of Life.